# Johann Baumann (Maler)
Johann Baumann (* 7. April 1882 in Kleve; † 20. Oktober 1959 in Eichenau) war ein deutscher Maler. 

## Leben und Werk
Er studierte um 1910 an der Akademie der bildenden Künste München, wo er 1913/1914 Auszeichnungen erhielt. Danach war er weiterhin in München tätig, bevor er 1945 nach Eichenau umzog. Er war Mitglied der Deutschen Gesellschaft für christliche Kunst und malte Kirchen in neobarockem Stil aus. Weiterhin war er überwiegend mit Restaurierung und Konservierungsarbeiten beschäftigt. 
- St. Sebastian, Bickenriede, Ausmalung 1932
- Klosterkirche Höglwörth bei Traunstein, Konservierungsarbeiten 1937
- Franziskanerinnenklosterkirche Dillingen an der Donau, Restauration 1940
- Pfarrkirche St. Georg, Feldheim, Ausmalung 1942
- Pfarrkirche, Bad Wörishofen, Renovierung 1954/55
- St. Magnus, Unterrammingen, Bilder für die Seitenaltäre 1948